# Beijing BJ80

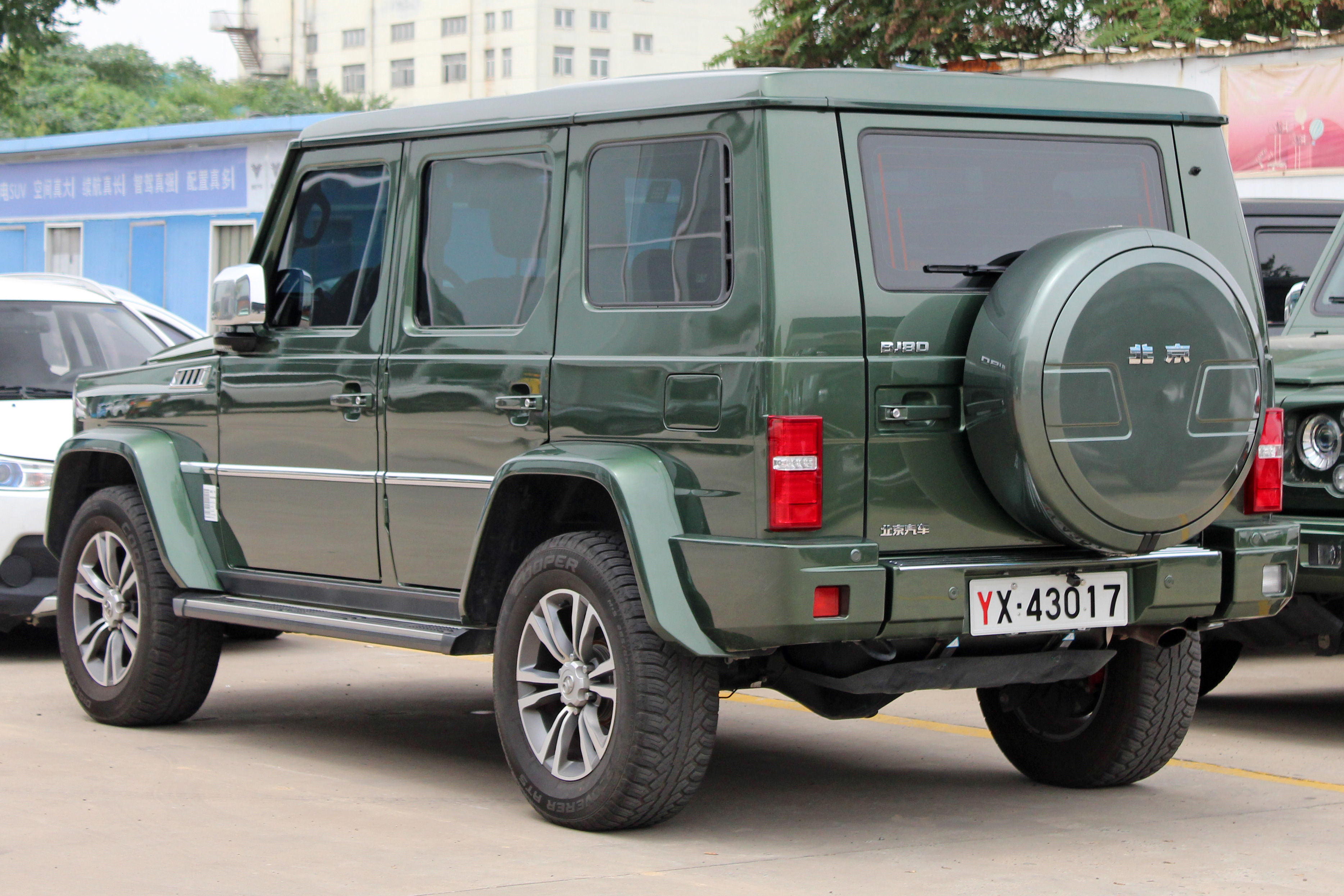
Heckansicht

Der Beijing BJ80 ist ein Geländewagen des chinesischen Automobilherstellers Beijing Automobile Works, der über Beijing BJ20 und Beijing BJ40 positioniert ist. Die Militärversion gibt es bereits seit 2012. Die zivile Version erschien 2016. Eine Quelle gibt an, dass BJ80C die zivile und BJ80J die Militärversion ist. Es kann sein, dass die Militärversion früher B80 genannt wurde.

## Geschichte
Das zivile Fahrzeug wurde auf der Beijing Auto Show 2014 als Konzeptfahrzeug erstmals offiziell präsentiert.
Das Serienfahrzeug wird seit November 2016 in China verkauft. Mercedes-Benz versuchte trotz des gemeinsamen Beijing Benz Automotive Joint Ventures die Markteinführung des BJ80 wegen der äußeren Ähnlichkeit mit der G-Klasse zu verhindern. Bis auf einige Verzögerungen in der Produktion verlief dieses Vorhaben aber erfolglos.
Auf der Shanghai Auto Show im April 2017 präsentierte Beijing den BJ80 mit einem Plug-in-Hybridantrieb als Konzeptfahrzeug.
Im November 2017 wurde der IVM G80 als baugleiches Modell des nigerianischen Automobilherstellers Innoson Vehicle Manufacturing vorgestellt. Der G80 wird seit Anfang 2018 in Afrika verkauft.
Auf der Beijing Auto Show im April 2018 wurde der BJ80 6×6 als Prototyp vorgestellt.

## Technische Daten
Angetrieben wird der Geländewagen von einem aufgeladenen 2,3-Liter-Ottomotor mit einer Leistung von 184 kW (250 PS) und einem Drehmoment von 350 Nm. Dieser Antrieb stammt von Saab. Beijing hatte im Jahr 2009 die Rechte an diesem Motor von General Motors erworben und bietet ihn unter anderem auch im Beijing BJ40 und im Beijing Senova D70 an. Der BJ80 beschleunigt in 10,8 Sekunden auf 100 km/h, die Höchstgeschwindigkeit liegt bei 160 km/h. Der Geländewagen ist ausschließlich mit einem 6-Stufen-Automatikgetriebe und Allradantrieb erhältlich.
2019 wurde der Motor überarbeitet, um die Abgasnorm China VI zu erfüllen. Die Leistung verringerte sich dadurch auf 170 kW (231 PS). 2020 wurde zudem ein 3,0-Liter-V6-Ottomotor mit 206 kW (280 PS) eingeführt.
Außerdem war zwischen 2017 und 2018 ein 2,8-Liter-Dieselmotor mit 120 kW (163 PS) erhältlich.
|                                            | 2.3T                       | 2.3T                       | 3.0T                       | 2.8 TDi               |
| ------------------------------------------ | -------------------------- | -------------------------- | -------------------------- | --------------------- |
| Bauzeitraum                                | seit 07/2019               | 11/2016–07/2019            | seit 07/2020               | 02/2017–05/2018       |
| Motorkenndaten                             |                            |                            |                            |                       |
| Motorart                                   | Ottomotor                  | Ottomotor                  | Ottomotor                  | Dieselmotor           |
| Motorbauart                                | R4                         | R4                         | V6                         | R4                    |
| Motoraufladung                             | Turbolader                 | Turbolader                 | Turbolader                 | Turbolader            |
| Hubraum                                    | 2290 cm³                   | 2290 cm³                   | 2990 cm³                   |                       |
| max. Leistung bei min−1                    | 170 kW (231 PS)            | 184 kW (250 PS) / 5300     | 206 kW (280 PS)            | 120 kW (163 PS)       |
| max. Drehmoment bei min−1                  | 345 Nm                     | 350 Nm / 1900–4500         | 420 Nm                     | 340 Nm                |
| Kraftübertragung                           |                            |                            |                            |                       |
| Antrieb                                    | Allradantrieb              | Allradantrieb              | Allradantrieb              | Allradantrieb         |
| Getriebe                                   | 6-Stufen-Automatikgetriebe | 6-Stufen-Automatikgetriebe | 8-Stufen-Automatikgetriebe | 6-Gang-Schaltgetriebe |
| Messwerte                                  |                            |                            |                            |                       |
| Höchstgeschwindigkeit                      | 160 km/h                   | 160 km/h                   | 180 km/h                   | k. A.                 |
| Beschleunigung, 0–100 km/h                 | k. A.                      | 10,8 s                     | k. A.                      | k. A.                 |
| Kraftstoffverbrauch auf 100 km, kombiniert | 11,2 l Super               | 11,2 l Super               | 11,2 l Super               | k. A.                 |